# Філіп-Айленд (траса)
Автодром Філіп-Айленд — гоночна траса на острові Філіпа, Вікторія, Австралія.

## Поточний статус
У 2006 й 2007 роках Філіп-Айленд приймав гранд-фінал чемпіонату V8 Supercars, також на ньому регулярно проводяться перегони чемпіонатів MotoGP та WSBK.
Багатомільйонні інвестиції у реконструкцію було зроблено 2006 року, тепер автодром може приймати також і картингові змагання.